# Парен, Пьер
Пьер Парен (13 декабря 1755, Ле-Меснил-Обри около Экуана — 24 мая 1831, Ле-Меснил-Обри (Валь-д’Уаз) — французский генерал эпохи Великой Французской революции и драматург.

## Биография
Пьер Парен родился в семье шорника. До революции работал в Париже клерком в адвокатской конторе. 14 июля 1789 года участвовал во взятии Бастилии, с 1790 года писал политические памфлеты и был одним из наиболее активных выразителей революционного движения: писал речи, петиции к Национальному собранию. В 1791 году написал трёхактную пьесу (в стихах и прозе) о взятии Бастилии - первое произведение на эту тему, написанное одним из участников событий; она ставилась в Итальянском театре несколько раз, но не имела успеха и была плохо принята критикой. Одновременно Парен продолжал быть активным памфлетистом, призывая в своих работах самым радикальным образом бороться со всеми проявлениями «Старого порядка» и полностью реформировать правовую систему страны; его критика распространялась и на деятельность парламента.
С конца 1792 года, будучи ещё гражданским человеком, поступил на службу в Военное министерство. В 1793 году был отправлен комиссаром в Вандею (официально поступил на военную службу в мае 1793 года), где действовал крайне сурово против врагов нового режима. 2 октября 1793 года получил звание бригадного генерала, 29 ноября возглавил революционный комитет Лиона, 3 марта 1794 года был временно сделан дивизионным генералом, 28 мая того же года поступил на службу при штабе генерала Милля в армии Бреста, откуда был 18 октября уволен по обвинению в коррупции и с мая по 21 сентября 1795 года находился в тюрьме. Во время роялистского мятежа 13 вандемьера был освобождён, участвовал в обороне Конвента и 25 октября был восстановлен в звании бригадного генерала. 1 января 1796 года был определён в армию Океанского побережья, но 8 мая арестован по обвинению в участии в так называемом Заговоре Бабёфа; 26 мая 1797 года обвинения с него были сняты, с 1 сентября был восстановлен на военной службе. 
14 августа 1799 года был определён в Итальянскую армию. С 9 мая 1800 по 22 января 1802 года был министром полиции в кабинете Фуше, затем поселился в Кане. Наполеон I держал его вдали от дел, и с 12 июня 1811 по 1814 год он жил в Кане фактически на положении пленника, вместе с тем имея репутацию богатого человека. Написал пьесу «La prise de la Bastille» (1791) и другие сочинения.